# Platania
Platania ist eine italienische Gemeinde mit 1943 Einwohnern (Stand 31. Dezember 2023) in der Provinz Catanzaro, Region Kalabrien.
Das Gebiet der Gemeinde liegt auf einer Höhe von 250 m über dem Meeresspiegel und umfasst eine Fläche von 24 km². Die Nachbargemeinden sind Conflenti, Decollatura, Lamezia Terme und Serrastretta. Platania liegt 41 km westlich von Catanzaro und 5 km nördlich von Lamezia Terme.